# Jean-Philibert Damiron
Jean-Philibert Damiron (Belleville, Rhône, 1794. január 10. – Párizs, 1862. január 11.) francia filozófus, Victor Cousin tanítványa, a francia szellemi élet kiváló 19. századi képviselője.

## Életpályája
Az École normale supérieure-ön tanult, majd vidéki gimnáziumokban (Périgueux, Angers) tanított. 1821-től az École normale supérieure tanára volt,  majd a Sorbonne-ra került, ahol a filozófiatörténet tanszék vezetője lett. Cousin iskolájában elsősorban erkölcstani kérdésekkel foglalkozott. Bár művei a fő kérdésekben nem tartalmaznak önálló és eredeti gondolatokat, részleteiben mégis értékesek.

## Művei
- Essai sur l'histoire de la philosophie en France au dix-neuvième siècle (1828)
- Cours de philosophie (3 volumes, 1831-36). Texte en ligne (1) (2) (3)
- Psychologie (1831). Réédition : L'Harmattan, Paris, 2006
- Cours de droit naturel, professé à la Faculté des Lettres de Paris (3 volumes, 1834-42). Texte en ligne (1)
- Discours prononcés à la Faculté des lettres (cours d'histoire de la philosophie moderne) (1839).  Texte en ligne
- Cours d'histoire de la philosophie moderne : Quelques mots sur M. Jouffroy (1842). Texte en ligne
- Préface au Cours d'Esthétique de Théodore Jouffroy (1843). Texte en ligne
- Discours sur Royer-Collard prononcé à la Faculté des lettres (cours d'histoire de la philosophie moderne) (1845). Texte en ligne
- Essai sur l'histoire de la philosophie en France au XVIIe siècle (2 volumes, 1846). Réédition : Slatkine, Genève, 1970. Texte en ligne : Texte en ligne (1) (2)
- Mémoires sur les Encyclopédistes (1852-57). Réédition : Slatkine, Genève, 1968
- Mémoires pour servir à l'histoire de la philosophie au XVIIIe siècle (3 volumes, 1858-64). Réédition : Slatkine, Genève, 1967. Texte en ligne (Helvétius)

(I) : La Mettrie. Holbach báró. Diderot. Helvétius. (II) : D’Alembert. Saint-Lambert. D’Argens. Naigeon. Sylvain Maréchal. De Lalande. Robinet. (III) : Maupertuis. Dumarsais. Condillac. Rapports sur l'Organon d'Aristote et sur la philosophie de Leibniz.
- Nouveaux mélanges philosophiques (1872) Texte en ligne